# Traité de Caen (1091)
Ne doit pas être confondu avec Traité de Caen (1465).
Le traité de Caen ou traité de Rouen est un traité conclu vers la fin du mois de février 1091, entre Guillaume le Roux, roi d'Angleterre, et son frère aîné, Robert Courteheuse, duc de Normandie. Il met fin à une tentative d'intervention du roi anglais en Normandie qui avait débuté à peine un mois plus tôt. 
Il est conclu avant qu'aucun affrontement armé sérieux n'ait eu lieu. Guillaume le Roux et Robert Courteheuse se mettent d'accord pour cesser leur rivalité. Il est conclu que le roi anglais aidera son frère à régler les différents conflits auxquels il fait face, en échange de quoi, le duc normand lui octroiera des terres, châteaux et droits. Il est aussi conclu que si Robert mourait le premier, Guillaume hériterait de toute la Normandie, et inversement, si Guillaume mourait le premier, Robert hériterait de toute l'Angleterre.
Le traité entraîne une période d'entente cordiale entre les deux frères, mais qui ne dure pas longtemps. Les termes du traité ne sont finalement pas respectés, et il est dénoncé par les deux parties en 1093-1094. 

## Contexte
Depuis la mort de Guillaume le Conquérant (1087), le royaume d'Angleterre et le duché de Normandie sont dirigés respectivement par Guillaume le Roux et son frère aîné Robert Courteheuse. Cette situation pose problème à de nombreux barons qui ont des possessions des deux côtés de la Manche et doivent donc servirent deux suzerains aux intérêts différents. Aussi, en 1088, afin de réunir les deux territoires, une rébellion contre le roi d'Angleterre s'organise puis échoue.

## Déroulement du conflit

### Préparatifs
En 1090, Guillaume le Roux décide d'intervenir en Normandie. D'après le chroniqueur Orderic Vital, il est encouragé en cela par un esprit de revanche, et par le clergé normand qui souffre de l'anarchie qui s'est installée en Normandie, à cause des piètres qualités de gourvernant de Robert Courteheuse. Il obtient le soutien des barons anglais, et achète la loyauté de plusieurs barons de la Haute-Normandie principalement ceux qui contrôle des points stratégiques (ports, châteaux). Parmi eux : Étienne d'Aumale, Robert d'Eu, Gérard de Gournay, Gautier II Giffard, Raoul de Mortimer et Gaultier de Saint-Valéry. Il contrôle une partie importante de ce qui est aujourd'hui la Haute-Normandie. Ceux-ci fortifient leurs châteaux et y accueillent des chevaliers mercenaires.

### Début du conflit
En octobre 1090, Robert Courteheuse apprend que les partisans de Guillaume le Roux complotent pour s'emparer de la ville de Rouen. Pour contrer cette conspiration, il réussit à réunir autour de lui d'importants barons : son frère cadet Henri Beauclerc, Robert de Bellême, Guillaume d'Évreux et Guillaume de Breteuil. Le soutien des deux premiers est plutôt surprenant, vu qu'ils avaient un temps été emprisonnés par le duc en 1088. Pour l'historien britannique Frank Barlow, il est probable que les deux hommes, comprenant le sérieux de la situation, aient préféré conserver Robert Courteheuse comme duc. Toujours d'après Barlow, c'est presque certainement ce qui sauve la mise à celui-ci.
Après la répression sanglante de la révolte des bourgeois de Rouen, Courteheuse organise sa défense. Il s'attache la loyauté d'Hélias de Saint-Saëns qui possède le château-fort de Saint-Saëns, qui est idéalement placé entre Rouen et les trois châteaux tenus par les partisans de Guillaume le Roux, Aumale, Mortemer et Longueville. Il demande l'aide de son ancien allié Philippe Ier, roi de France, mais après une courte incursion en Normandie, il est soudoyé par le roi anglais et repart en France.

### Débarquement en Normandie
Guillaume traverse la Manche le 2 février 1091, probablement depuis Douvres ou Hastings. Il débarque peut-être à Saint-Valery-en-Caux ou au Tréport, ports contrôlés par ses partisans, puis s'installe dans les environs d'Eu, dans l'est du duché.
Toutefois, les deux frères préférèrent régler leurs différends pacifiquement, et aucun affrontement armé sérieux n'a lieu. Il est possible que Guillaume de Saint-Calais, l'évêque exilé de Durham, soit intervenu comme intermédiaire durant le conflit puis dans les négociations de paix. Un accord est trouvé avant la fin du mois de février 1091.

## Termes du traité
Il existe plusieurs récits des termes du traité, et tous ne coïncident pas. Pour la Chronique Anglo-Saxonne, Guillaume le Roux reçoit le comté d'Eu ; les villes de Fécamp (ou seulement l'abbaye de Fécamp) et Cherbourg ; et les partisans qu'il a acquis dans le duché restent ses vassaux. En échange, il doit aider Robert Courteheuse à reconquérir toutes les terres héritées de leur père Guillaume le Conquérant qui ont été perdues depuis (notamment le comté du Maine), sauf bien sûr les terres acquises par Guillaume le Roux dans ce traité. Il donne aussi des terres en Angleterre à son frère, et doit rétablir dans leurs terres les barons déchus à la suite de la rébellion de 1088. De plus, les frères se désignent comme héritier l'un de l'autre dans le cas où ils mourraient sans descendance.
Pour le chroniqueur Orderic Vital, Guillaume le Roux reçoit les comtés d'Eu, et d'Aumale ; toutes les terres et châteaux de Gérard de Gournay et Raoul II de Tosny, ainsi que de leurs vassaux.
Ils se mettent aussi d'accord pour régler d'autres affaires en suspens. Ainsi, Edgar Atheling voit toutes ses terres normandes confisquées ; il doit à nouveau se réfugier en Écosse. Ils décident aussi de reprendre à leur plus jeune frère, Henri Beauclerc, l'apanage normand qu'il a acheté avec son héritage. En effet, la ville de Cherbourg, que Guillaume le Roux a obtenue, appartient à ce moment-là à Henri. Les deux hommes marchent sur lui, et Henri n'a d'autre choix que de se réfugier au Mont-Saint-Michel, qu'il fortifie. Piégé avec des réserves d'eau insuffisantes, il doit finalement se rendre en avril. Il part alors pour un court exil en France. La démonstration de force des deux hommes ramènent la paix dans le duché.

## Conclusion
Pour l'historien britannique Frank Barlow, les termes du traité sont plutôt équilibrés. Robert est gagnant à court terme puisqu'il reçoit de l'argent et une aide militaire immédiate. Guillaume le Roux est gagnant à moyen terme puisqu'il lui est concédé un avantageux apanage normand. Il faut cependant noter que la constitution de cet apanage ne coûte rien au duc Robert, puisque dans le même temps il récupère les terres vendues à leur frère Henri.
En mai 1091, pendant que Guillaume est en Normandie, Malcolm III d'Écosse envahit le nord de l'Angleterre. Le roi d'Angleterre traverse la Manche avec son frère aîné, fin juillet. Ensemble, ils prennent la tête d'une armée qui entre en Écosse. Ils contraignent alors Malcolm à la paix et au retour aux termes du traité d'Abernethy de 1072.
L'entente entre les deux frères ne dure toutefois pas longtemps. Robert repart seul en Normandie en décembre 1091, peut-être après une dispute. Il ne reçoit pas l'aide militaire de son frère, ni les terres anglaises promises. À Noël 1093, Robert prévient qu'il dénoncera le traité si ses termes ne sont pas réalisés rapidement. Guillaume le Roux traverse la Manche en mars 1094, et après une rencontre infructueuse avec son frère, dénonce à son tour le traité.